# Rust József

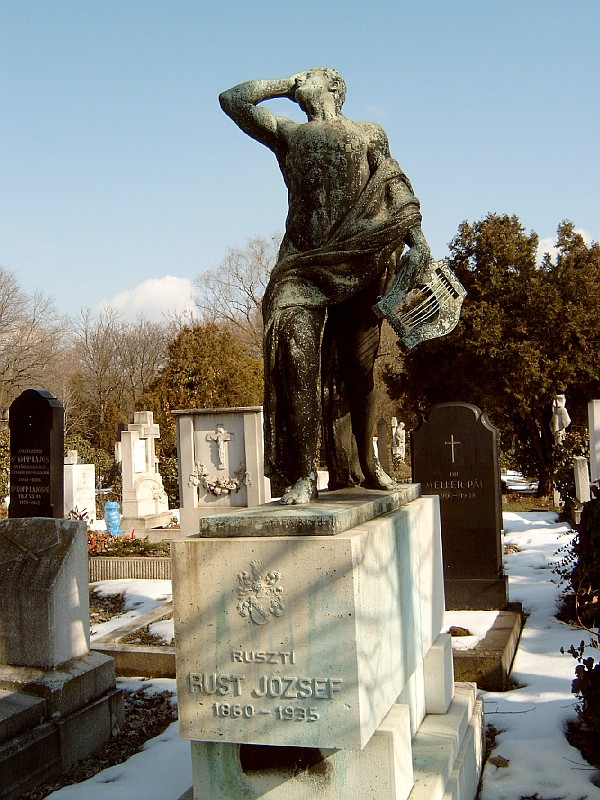
Rust József (1860-1935), esztétikus és nagykereskedő sírja Budapesten. Kerepesi temető: 34-1-82 szobrász: Horvay János

Rust József (Pest, 1860. január 2. – Budapest, 1935. július 14.) esztéta, nagykereskedő, magánzó.

## Életpályája
Rust Bernát és Müller Ilona fia. Jogot tanult a pesti és a Lipcsei Egyetemen. Apja, Rust Bernát textilnagykereskedésénél dolgozott. Kezdeményezte a Lipótvárosi Kaszinó palota megépítését. Javaslatot tett a Lipótvárosi Kaszinó képzőművészei és zenészei jutalmazásának megemelésére. Gyulai Pál támogatásával több esztétikai és kritikai tanulmányt írt a Budapesti Szemlébe. 1909-ben udvari tanácsossá nevezték ki. Halálát húgyvérűség, vesemedencelob és érelmeszesedés okozta.